# Gastrotheca antomia
Espèce
Statut de conservation UICN

 CR  : 
En danger critique
Gastrotheca antomia est une espèce d'amphibiens de la famille des Hemiphractidae.

## Répartition
Cette espèce est endémique de Colombie. Elle se rencontre dans les départements de Valle del Cauca, de Risaralda, de Chocó et d'Antioquia entre 1 140 et 2 500 m d'altitude sur le versant pacifique de la cordillère Occidentale.

## Description
Les mâles mesurent jusqu'à 57,2 mm et les femelles jusqu'à 58,2 mm.

## Publication originale
- Ruiz-Carranza, Ardila-Robayo, Lynch & Restrepo, 1997 : Una nueva especie de Gastrotheca (Amphibia: Anura: Hylidae) de la Cordillera Occidental de Colombia. Revista de la Academia Colombiana de Ciencias Exactas, Físicas y Naturales, vol. 21, no 80, p. 373-378 (texte intégral).